# Ouarsenis 031
Le Ouarsenis en arabe الونشريس), est un sous-marin de classe Kilo des forces navales algériennes.

## Rôle
Ce sous-marin d'attaque de fabrication russe est destiné aux opérations anti-navigation et anti-sous-marine dans les eaux peu profondes.

## Équipement électronique
Les sous-marins du projet 636 ont des systèmes de sonar améliorés, des torpilles de 533 mm et sont équipés de 6 tubes lance-torpilles de 533mm et peuvent transporter jusqu'à 18 torpilles et 24 mines AM-1[réf. souhaitée].
4 missiles de croisière Kalibr Club-S 3M-14E d'une portée de 300km pour des frappes terrestres ou anti-navires.